# KLRC2
KLRC2 (англ. Killer cell lectin like receptor C2) – білок, який кодується однойменним геном, розташованим у людей на короткому плечі 12-ї хромосоми. Довжина поліпептидного ланцюга білка становить 231 амінокислот, а молекулярна маса — 26 072.
| 10         |  | 20         |  | 30         |  | 40         |  | 50         |
| ---------- |  | ---------- |  | ---------- |  | ---------- |  | ---------- |
| MSKQRGTFSE |  | VSLAQDPKRQ |  | QRKPKGNKSS |  | ISGTEQEIFQ |  | VELNLQNPSL |
| NHQGIDKIYD |  | CQGLLPPPEK |  | LTAEVLGIIC |  | IVLMATVLKT |  | IVLIPFLEQN |
| NSSPNTRTQK |  | ARHCGHCPEE |  | WITYSNSCYY |  | IGKERRTWEE |  | SLLACTSKNS |
| SLLSIDNEEE |  | MKFLASILPS |  | SWIGVFRNSS |  | HHPWVTINGL |  | AFKHKIKDSD |
| NAELNCAVLQ |  | VNRLKSAQCG |  | SSMIYHCKHK |  | L          |  |            |

A: Аланін

C: Цистеїн

D: Аспарагінова кислота

E: Глутамінова кислота

F: Фенілаланін

G: Гліцин

H: Гістидин

I: Ізолейцин

K: Лізин

L: Лейцин

M: Метіонін

N: Аспарагін

P: Пролін

Q: Глутамін

R: Аргінін

S: Серин

T: Треонін

V: Валін

W: Триптофан

Кодований геном білок за функцією належить до рецепторів. 
Білок має сайт для зв'язування з лектинами. 
Локалізований у мембрані.